# Pandanus reineckei
Pandanus reineckei är en enhjärtbladig växtart som beskrevs av Otto Warburg. Pandanus reineckei ingår i släktet Pandanus och familjen Pandanaceae.
Artens utbredningsområde är Samoa. Inga underarter finns listade.